# Java Development Kit
Java Development Kit (сокр. JDK) — бесплатно распространяемый корпорацией Oracle Corporation (ранее Sun Microsystems) комплект разработчика приложений на языке Java, включающий в себя компилятор Java (javac), стандартные библиотеки классов Java, примеры, документацию, различные утилиты и исполнительную систему Java (JRE). В состав JDK не входит интегрированная среда разработки на Java, поэтому разработчик, использующий только JDK, вынужден использовать внешний текстовый редактор и компилировать свои программы, используя утилиты командной строки.
Все современные интегрированные среды разработки приложений на Java, такие, как JDeveloper, NetBeans IDE, Sun Java Studio Creator, IntelliJ IDEA, Borland JBuilder, Eclipse, опираются на сервисы, предоставляемые JDK. Большинство из них для компиляции Java-программ используют компилятор из комплекта JDK. Поэтому эти среды разработки либо включают в комплект поставки одну из версий JDK, либо требуют для своей работы предварительной инсталляции JDK на машине разработчика.
Доступны полные исходные тексты JDK, включая исходные тексты самого Java-компилятора javac.

## Сторонние комплекты разработки
Существуют комплекты разработки приложений на Java других производителей, доступные для ряда платформ. Часть из них начиналась с исходного кода Sun JDK, часть — нет. Все они строго выполняют базовые спецификации Java, но обычно отличаются в областях, для которых нет явных спецификаций. Например, Сборка мусора, стратегии компиляции и техники оптимизации. Они включают:
- J9 от IBM, для AIX, Linux, MVS, OS/400, Pocket PC, z/OS.
- JRockit от Oracle Corporation (бывшая BEA JRockit от BEA Systems), для Windows, Linux и Solaris.
- Apache Harmony для Windows и Linux.
- Blackdown Java — Порт Sun JDK для Linux от Blackdown Group.
- Mac OS Runtime для Java от Apple для Mac OS.